# The Red Light
《The Red Light》（日语：ザ・レッド・ライト）是日本二人組合近畿小子的第38張單曲，於2017年7月12日由傑尼斯娛樂唱片公司發行。

## 概要
- 近畿小子20週年紀念第三彈單曲《The Red Light》是由去年迎接出道30週年的久保田利伸所提供，Hard Soul的樂風十分適合即將開拓嶄新開端的近畿小子。久保田利伸本人也表示：「十分希望出道20年的近畿小子能夠演唱這樣的歌曲，在歌曲創作的期間彷彿已經看見了兩位演唱此曲的模樣」，是一首讓聽眾能享受Groove感的樂曲！
- 同時推出初回版A、初回版B、普通版，封面各不同。
- 本單曲延續紀錄，成為自出道以來新入Oricon銷量榜即奪取週間第一位的連續第38張單曲。初動共20萬張。[5]。

## 收錄歌曲

### 初回版A
1. 'The Red Light（ザ・レッド・ライト）
  - 作詞：久保田利伸・森大輔
  - 作曲：久保田利伸
  - 編曲：森大輔
2. The Red Light -Backing Track-

#### DVD
1. ｢The Red Light｣ - Music Clip & Making -

### 初回版B
1. The Red Light
2. 僕だけの椅子
  - 作詞：井手コウジ
  - 作曲：井手コウジ
  - 編曲：井手コウジ

#### DVD
1. Behind the Scenes -MTV Unplugged:KinKi Kids-

### 通常版
1. The Red Light
2. Shiny
  - 作詞：堂島孝平
  - 作曲：堂島孝平
  - 編曲：CHOKKAKU
3. Million Secrets Of Love
  - 作詞：井手コウジ
  - 作曲：invisible manners
  - 編曲：井手コウ

## 外部連結
- The Red Light - KinKi Kids (Johnny's Entertainment) （页面存档备份，存于）

### 出典
1. ↑  The Red Light （页面存档备份，存于） オリコン 2018年1月31日閲覧
2. ↑  オリコン2017年7月份月間ランキング1位〜10位 （页面存档备份，存于） オリコン 2017年12月11日閲覧
3. ↑  年間シングルランキング　26位～50位 （页面存档备份，存于） オリコン 2017年12月23日閲覧
4. ↑  日本レコード協会 認定作品 Archive.today的存檔，存档日期2012-06-30 2017年7月度認定作品の閲覧。  2018年1月31日閲覧
5. ↑  . ORICON STYLE. 2017-07-18  [2017-07-18]. （原始内容存档于2017-07-20）.